# Nové Lesy
Nové Lesy (německy Neuwald) je vesnice, část obce Bílá Třemešná v okrese Trutnov. Nachází se asi 1,5 km na východ od Bílé Třemešné. V roce 2015 zde bylo evidováno 90 adres. V roce 2001 zde trvale žilo 166 obyvatel.
Nové Lesy je také název katastrálního území o rozloze 3,83 km². K Novým Lesům patří také malá osada Filířovice.

## Pamětihodnosti
- Lípa v Nových Lesích, památný strom u křižovatky na západním okraji vesnice (50°26′25″ s. š., 15°45′56″ v. d.)